# Jalševec Breški
Jalševec Breški je naselje na Hrvaškem, ki upravno spada pod mesto Ivanić-Grad Zagrebške županije.

## Zgodovina
Do leta 1900 je bilo naselje poimenovano samo Jalševec. Leta 1991 so naselju priključili naselje Dolanec in hkrati odvzeli del naselja ter ga dodali Ivanić-Gradu.

## Demografija
| Pregled števila prebivalcev po letih | Pregled števila prebivalcev po letih | Pregled števila prebivalcev po letih | Pregled števila prebivalcev po letih | Pregled števila prebivalcev po letih | Pregled števila prebivalcev po letih | Pregled števila prebivalcev po letih | Pregled števila prebivalcev po letih | Pregled števila prebivalcev po letih | Pregled števila prebivalcev po letih | Pregled števila prebivalcev po letih | Pregled števila prebivalcev po letih | Pregled števila prebivalcev po letih | Pregled števila prebivalcev po letih | Pregled števila prebivalcev po letih |
| ------------------------------------ | ------------------------------------ | ------------------------------------ | ------------------------------------ | ------------------------------------ | ------------------------------------ | ------------------------------------ | ------------------------------------ | ------------------------------------ | ------------------------------------ | ------------------------------------ | ------------------------------------ | ------------------------------------ | ------------------------------------ | ------------------------------------ |
| 1857                                 | 1869                                 | 1880                                 | 1890                                 | 1900                                 | 1910                                 | 1921                                 | 1931                                 | 1948                                 | 1953                                 | 1961                                 | 1971                                 | 1981                                 | 1991                                 | 2001                                 |
| 475                                  | 423                                  | 431                                  | 464                                  | 487                                  | 507                                  | 447                                  | 400                                  | 351                                  | 331                                  | 344                                  | 291                                  | 374                                  | 450                                  | 669                                  |